# 錫馬龍級艦隊補給加油艦
錫馬龍級艦隊補給加油艦是一類五艘補給艦，於 1981 年至 1999 年間在美國海軍服役。這些船的規模可以為一艘化石燃料航空母艦和六到八艘伴隨驅逐艦提供兩次完整的加油。 1990-92 年，所有五艘船都被切成兩半並插入一個108 英尺（35.7 m）長的部分，從而將其容量從120,000 桶增加到180,000 桶，增加了300 噸彈藥的容量，並提高了正在進行的補給能力。 由於冷戰後兵力削減以及更經濟的柴油動力亨利·J·凱澤級油料補給艦的出現，該級艦在服役不到 20 年後於 1998-99 年退役。

## 艦名列表
| 艦名         | 舷號   | 龙骨铺设      | 建造          | 服役           | 退役           | 拆解           |
| ------------ | ------ | ------------- | ------------- | -------------- | -------------- | -------------- |
| 錫馬龍號     | AO-177 | 1978年5月18日 | 1979年4月28日 | 1981年1月10日  | 1998年12月15日 | 1999年5月3日   |
| 莫農加希拉號 | AO-178 | 1978年8月15日 | 1979年8月4日  | 1981年9月5日   | 1999年9月30日  | 1999年9月30日  |
| 梅里馬克號   | AO-179 | 1979年7月16日 | 1980年5月17日 | 1981年11月14日 | 1998年12月18日 | 1998年12月18日 |
| 威拉米特號   | AO-180 | 1980年8月4日  | 1981年7月18日 | 1982年12月18日 | 1999年4月30日  | 1999年4月30日  |
| 普拉特號     | AO-186 | 1981年2月2日  | 1982年1月30日 | 1983年1月29日  | 1999年6月30日  | 1999年6月30日  |

## 參照資料
1. ↑  Jordan, John. . Salamander Books. 1992: 140. ISBN 0-8317-5061-8.